# Длуге (Жаганський повіт)
Длуге (пол. Długie, нім. Langheinersdorf) — село в Польщі, у гміні Шпротава Жаганського повіту Любуського воєводства.
Населення — 958 осіб (2011).
У 1975-1998 роках село належало до Зеленогурського воєводства.

## Демографія
Демографічна структура станом на 31 березня 2011 року:
|          | Загалом | Допрацездатний вік | Працездатний вік | Постпрацездатний вік |
| -------- | ------- | ------------------ | ---------------- | -------------------- |
| Чоловіки | 480     | 117                | 329              | 34                   |
| Жінки    | 478     | 85                 | 283              | 110                  |
| Разом    | 958     | 202                | 612              | 144                  |